# 高橋啓
高橋 啓（たかはし けい、1953年 - ）は、北海道帯広市出身の日本の翻訳家。
早稲田大学第一文学部卒業。主としてフランス語・英語の翻訳を行う。
パスカル・キニャールの訳者として知られる。

## 来歴
北海道帯広柏葉高等学校を卒業後、1972年に早稲田大学第一文学部に入学し、仏文を専攻する。1978年に卒業後、教科書出版社に入社するも、2年後に退社。1982年から1984年にかけてアルジェリアに渡り、現場通訳の仕事をこなす。
帰国後に翻訳会社で一時的に勤務した後、30代半ばで独立。当初は産業翻訳を手がけていたが、1988年の「FDG 社長学入門」を切っ掛けに本の翻訳を行うようになる。その後高橋はパスカル・キニャールの「めぐり逢う朝」の原著に出会い、パリへ飛びキニャールに面会。以降文学の翻訳が増えるようになる。
キニャールの他にはフィリップ・クローデル、ニコラ・ブーヴィエらの翻訳も手がけており、2009年10月には、初監督作品「ずっとあなたを愛してる」の日本公開に際して来日したクローデルと東京日仏学院で対談を行っている
。
2009年3月からは東京から帯広に居を移し、翻訳業を続ける傍ら帯広大谷短期大学でフランス語講師の仕事も行っている。
翻訳を担当したローラン・ビネ『HHhH プラハ、1942年』が、2014年本屋大賞翻訳小説部門で第1位。

## 翻訳
- 『FDG 社長学入門』（ジャン＝ルー・シフレ,マリー・ガラニュー、毎日新聞社、ミューブックス） 1988.3
- 『文字の歴史』（ジョルジュ・ジャン、創元社、「知の再発見」双書） 1990.11
- 『ゴッホ 燃え上がる色彩』（パスカル・ボナフー、創元社、「知の再発見」双書） 1990.11
- 『サド、ゴヤ、モーツァルト 7月14日』（ギィ・スカルペッタ、早川書房） 1991.8
- 『南極大陸横断 国際チーム219日間の記録』（ジャン＝ルイ・エティエンヌ、早川書房） 1991.6
- 『クジラの世界』（イヴ・コア、創元社、「知の再発見」双書） 1991.12
- 『ポール・デルヴォー』（マルク・ロンボー、美術出版社、現代美術の巨匠） 1991.1
- 『世界犯罪者列伝 悪のスーパースターたち』（アラン・モネスティエ、JICC出版局） 1991.4
- 『仕立て屋の恋』（ジョルジュ・シムノン、早川文庫） 1992.5
- 『愛を弾く女』（クロード・ソーテ,ジャック・フィエスキ、早川文庫） 1993.7
- 『ママが死んだ』（ジャック・ファンスタン、くもん出版、くもんの海外児童文学シリーズ） 1993.8
- 『日本の原像を求めて』（ニコラ・ブーヴィエ、草思社） 1994.11
- 『片道切符』（ディディエ・ヴァン・コーヴラール、早川書房） 1995.9
- 『ぼくの小さな野蛮人』（アレクサンドル・ジャルダン、新潮社） 1995.10
- 『フランスの女』（レジス・ヴァルニエ、早川文庫） 1995.11
- 『死は誰も忘れない』（ディディエ・デナンクス、草思社、ロマンノワール） 1995.8
- 『リディキュール』（レミ・ウォーターハウス、早川文庫） 1997.1
- 『グレアム・ヤング毒殺日記』（アンソニー・ホールデン、飛鳥新社） 1997.5
- 『名人と蠍』（パトリック・セリー、飛鳥新社） 1997.11
- 『ドーベルマン』（ジョエル・ウーサン、ソニー・マガジンズ） 1998.3
- 『ビールの最初の一口とその他のささやかな楽しみ』（フィリップ・ドレルム、早川書房） 1998.7
- 『限りなき魂の成長 人間・松下幸之助の研究』（ジョン・P・コッター、飛鳥新社） 1998、のち改題『幸之助論』（プレジデント社）
- 『人間対機械 チェス世界チャンピオンとスーパーコンピューターの闘いの記録』（Michael Khodarkovsky,Leonid Shamkovich、毎日コミュニケーションズ） 1998.5
- 『Number 9』（セシル・バーモンド、飛鳥新社） 1999.9
- 『ティッピング・ポイント いかにして「小さな変化」が「大きな変化」を生み出すか』（マルコム・グラッドウェル、飛鳥新社） 2000.3、のち改題『なぜあの商品は急に売れ出したのか』『急に売れ始めるにはワケがある』（SB文庫）
- 『人生をだいなしにする「怒り」を鎮める5つの方法』（シビル・エバンズ,シェリー・S.コーエン、飛鳥新社） 2000.12
- 『猿の惑星』（ピエール・ブール、早川文庫） 2000.2
- 『ティーナ16歳、トンネルの中の青春 ホームレス生活からの脱出』（ティーナ・S,ジェイミー・パスター・ボルニック、飛鳥新社） 2001.6
- 『車椅子のドンファン』（ブリュノ・ド・スタバンラート、飛鳥新社） 2002.9
- 『テオの旅』（カトリーヌ・クレマン、堀茂樹共訳、日本放送出版協会） 2002.3
- 『幸福はどこにある 精神科医ヘクトールの旅』（フランソワ・ルロール、日本放送出版協会） 2003.5
- 『「死」への不安から自由になるための16章』（ヴァージニア・モリス、飛鳥新社） 2003.7
- 『カニバル（食人種）』（ディディエ・デナンクス、青土社） 2003.4
- 『生きると死ぬ』（ブリジット・ラベ,ミシェル・ピュエシュ、日本放送出版協会、哲学のおやつ） 2004.4
- 『ゆっくりとはやく』（ブリジッド・ラベ,ミシェル・ピュエシュ、日本放送出版協会、哲学のおやつ） 2004.4
- 『うそとホント』（ブリジッド・ラベ,ミシェル・ピュエシュ、日本放送出版協会、哲学のおやつ） 2004.4
- 『中国の秘密を握る男』（ジェラール・ド・ヴィリエ、扶桑社、扶桑社ミステリー） 2004.4
- 『庭師ただそこにいるだけの人』（イェールジ・コジンスキー、飛鳥新社） 2005.1
- 『365日のベッドタイム・ストーリー 世界の童話・神話・おとぎ話から現代のちょっと変わったお話まで』（クリスティーヌ・アリソン編、飛鳥新社） 2005.12
- 『ミストマントル・クロニクル1　流れ星のアーチン』（マージ・マカリスター、小学館） 2006.11
- 『失われた夜の夜』（ジャン＝クロード・イゾ、東京創元社） 2007.2
- 『ブーヴィエの世界』（ニコラ・ブーヴィエ、みすず書房） 2007.6
- 『麗しのオルタンス』（ジャック・ルーボー、東京創元社） 2009.1
- 『芸術か人生か! レンブラントの場合』（ツヴェタン・トドロフ、みすず書房） 2009.11
- 『HHhH - プラハ、1942年』（ローラン・ビネ、東京創元社、海外文学セレクション） 2013
- 『エディに別れを告げて』（エドゥアール・ルイ、東京創元社、海外文学セレクション）2015
- 『言語の七番目の機能』（ローラン・ビネ、東京創元社） 2020

### パスカル・キニャール
- 『めぐり逢う朝』（パスカル・キニャール、早川書房） 1992.11
- 『ヴュルテンベルクのサロン』（パスカル・キニャール、早川書房） 1993.11
- 『シャンボールの階段』（パスカル・キニャール、早川書房） 1994.4
- 『アルブキウス』（キニャール、青土社） 1995.10
- 『アメリカの贈りもの』（パスカル・キニャール、早川文庫） 1996.5
- 『音楽への憎しみ』（パスカル・キニャール、青土社） 1997.8
- 『舌の先まで出かかった名前』（パスカル・キニャール、青土社） 1998.1
- 『辺境の館』（パスカル・キニャール、青土社） 1999.6
- 『アプロネニア・アウィティアの柘植の板』（パスカル・キニャール、青土社） 2000.9
- 『ローマのテラス』（パスカル・キニャール、青土社） 2001.8
- 『さまよえる影』（パスカル・キニャール、青土社） 2003.9

### フィリップ・クローデル
- 『灰色の魂 』（フィリップ・クローデル、みすず書房） 2004.10
- 『リンさんの小さな子』（フィリップ・クローデル、みすず書房） 2005.9
- 『子どもたちのいない世界』（フィリップ・クローデル、みすず書房） 2006.11
- 『ブロデックの報告書』（フィリップ・クローデル、みすず書房） 2009.1